# 查爾默斯 (印第安納州)
查爾默斯（英語：Chalmers）是一個位於美國印地安納州懷特縣的城鎮。

## 人口
根據2010年美國人口普查的數據，查爾默斯的面積為0.76平方千米，當中陸地面積為0.76平方千米，而水域面積為0.00平方千米。當地共有人口508人，而人口密度為每平方千米668人。